# 克盧比夫卡 (里普基區)
51°58′10″N 30°56′38″E / 51.96944°N 30.94389°E
克盧比夫卡（烏克蘭語：Клубівка），是烏克蘭北部的村莊，隸屬切爾尼希夫州的切爾尼希夫區。該村始建於1749年，面積1.6平方公里，海拔高度113米，2001年人口241，人口密度每平方公里150.6人。